# Lespesia travassosi
Lespesia travassosi är en tvåvingeart som beskrevs av Guimaraes 1983. Lespesia travassosi ingår i släktet Lespesia och familjen parasitflugor. Inga underarter finns listade i Catalogue of Life.